# Homatula laxiclathra
Homatula laxiclathra és una espècie de peix de la família dels balitòrids i de l'ordre dels cipriniformes.

## Morfologia
- Fa 13,7 cm de llargària màxima.
- És diferent d'Homatula berezowskii, d'Homatula longidorsalis i d'Homatula variegata per l'amplada de les franges verticals de color marró al peduncle caudal.
- Juntament amb Homatula berezowskii, es diferencia d'Homatula longidorsalis i d'Homatula variegata per la longitud del cap, el peduncle caudal, la llargària de la cresta adiposa dorsal del peduncle caudal, les escates del cos i alguns trets intestinals.
- És diferent d'Homatula berezowskii en la forma de l'aleta caudal.[5][3]

## Hàbitat i distribució geogràfica
És un peix d'aigua dolça, demersal i de clima subtropical, el qual viu al nord de la Xina: el riu Wei a la conca del riu Groc a Shaanxi.

## Observacions
És inofensiu per als humans.